# Ambulyx tondanoi
Ambulyx tondanoi is een vlinder uit de familie van de pijlstaarten (Sphingidae). De wetenschappelijke naam van de soort werd in 1930 gepubliceerd door Benjamin Preston Clark.